# Чемпіонат Галичини з футболу 1944
Краєва ліга Галичини з футболу 1944 — футбольний турнір за участю 8 найсильніших українських команд Галичини, що розпочався у червні 1944 року. Переможцем незавершеного турніру стала «Ватра» (Дрогобич).

## Перебіг
Навесні 1944 року радянські війська вже наступали на східні території Галичини, тому через непевну ситуацію на фронті початок чемпіонату неодноразово переносили. У березні-квітні радянські війська вели бої за Станиславів і Тернопіль, через що близькі до лінії фронту «Довбуш» (Коломия) і «Заграва» (Станиславів) не стартували у першості. Також припинила існування львівська команда «Сила», яка брала участь у попередньому чемпіонаті, тому щоб зібрати в першому дивізіоні 8 команд, до змагань включено деякі команди другого дивізіону чемпіонату Галичини: «Тризуб» (Львів) і «Лемко» (Сянок).
Змагання розпочато 25 червня, а припинено в середині липня. Наприклад, «Скала» (Стрий) останню гру провела 16 липня, а 18 липня німецька адміністрація розпочала евакуацію зі Львова.
За такий короткий час встигли провести тільки кілька перших турів і команди мали неоднакову кількість зіграних матчів. Переможцем незавершеного турніру стала «Ватра» (Дрогобич) з 6 очками, яка в чотирьох турах здобула три перемоги, у тому числі над фаворитами — «Скалою» та «Україною», та зазнала однієї поразки. На очко менше набрали «Сян» (Перемишль) і торішній чемпіон «Скала» (Стрий).

## Результати ігор
25 червня. Дрогобич. «Ватра» – «Скала» – 4:3.
2 липня (?). Сянок. «Лемко» – «Ватра» – 2:3.
9 липня. Львів. «Україна» – «Ватра» – 1:2 (Владислав Магоцький – Грабар, Ярема).
16 липня. Дрогобич. «Ватра» – УССК – 2:3.
16 липня. Самбір.  «Дністер» – «Україна» – 1:4.
Перемишль.  «Сян» – «Україна» – 4:4.

## Турнірна таблиця
| М | Команда          | І | Пм | Н | Пр | М'ячі | О |
| 1 | «Ватра» Дрогобич | 4 | 3  | 0 | 1  | 11-9  | 6 |
| 2 | «Сян» Перемишль  | 3 | 2  | 1 | 0  | 9-3   | 5 |
| 3 | «Скала» Стрий    | 4 | 2  | 1 | 1  | 10-6  | 5 |
| 4 | «Дністер» Самбір | 3 | 2  | 0 | 1  | 6-5   | 4 |
| 5 | УССК Львів       | 4 | 2  | 0 | 2  | 6-6   | 4 |
| 6 | «Україна» Львів  | 3 | 1  | 1 | 1  | 9-7   | 3 |
| 7 | «Лемко» Сянок    | 2 | 0  | 0 | 2  | 3-7   | 0 |
| 8 | «Тризуб» Львів   | 3 | 0  | 0 | 3  | 2-10  | 0 |